# Sverre Haugli (1982)
Pour les articles homonymes, voir Sverre Haugli.
Sverre Haugli, né le 2 octobre 1982 à Jevnaker, est un patineur de vitesse norvégien.

## Carrière
Il a participé aux Jeux olympiques de 2010 disputés à Vancouver en Canada, il finit dixième du 5 000 m et sixième du 10 000 m. Au niveau international, son meilleur résultat aux Championnats du monde toutes épreuves est une huitième en 2010.
En mars 2010, il dispute sa dernière course de sa carrière au 5 000 mètres Heerenveen qu'il conclut à la deuxième place derrière Håvard Bøkko, son seul podium en Coupe du monde. Son choix est motivé par le manque de soutien financier apporté aux patineurs en Norvège et ce qui n'est pas compatible avec ses ambitions. 
Il est le petit fils de Sverre Haugli médaillé olympique en 1952 et a une sœur appelée Maren qui est aussi patineuse de vitesse.